# Tomáš Holub (wielrenner)
Tomáš Holub (Pilsen, 25 september 1990) is een Tsjechisch voormalig wielrenner die zijn gehele profcarrière reed bij AC Sparta Praha. Holub was een van de vaste waarden binnen zijn ploeg. Profoverwinningen behaalde hij niet. Wel verzamelde hij enkele ereplaatsen in Nationale wedstrijden.

## Ploegen
- 2009 –  AC Sparta Praha
- 2010 –  AC Sparta Praha
- 2011 –  AC Sparta Praha
- 2012 –  AC Sparta Praha
- 2013 –  AC Sparta Praha
- 2014 –  AC Sparta Praha
- 2015 –  AC Sparta Praha
- 2016 –  AC Sparta Praha

Červenka · Dlask · Fiala · Holub · Honzík · Jonáš · Kobes · Kohlbeck · Malán · Nesveda · Rakovský · Ryba · J.Stöhr · P.Stöhr · Svatek · Viktorin
Červenka · Dlask · Holub · Honzík · Kalojíros · Křikava · Malán · Nesveda · Rugovac · Ryba · Svatek · Viktorín · Vojtěch